# Catarina Furtado
Catarina Cardoso Garcia da Fonseca Furtado (25 de agosto de 1972) es una actriz y presentadora de televisión portuguesa. Es Embajadora de Buena Voluntad del Fondo de Población de las Naciones Unidas (UNFPA).

## Biografía
Es hija del periodista Joaquim Furtado, y Helena Furtado, una profesora y pintora. Estudió danza en la Escola de Dança do Conservatório Nacional de Lisboa (1990), terminando sus estudios en la London International School of Acting entre 1995 y 1997.

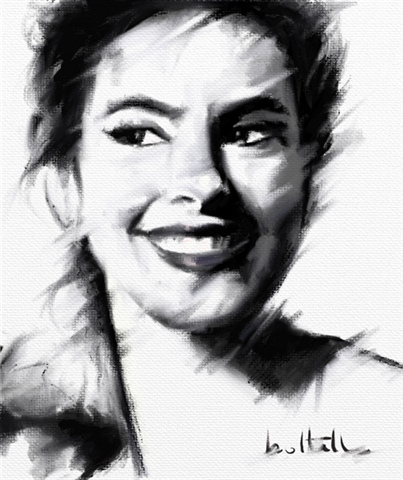
Catarina Furtado por Bottelho

Comenzó como presentadora de televisión en 1991 con el programa TopMais de la RTP1, pasando a presentar un año más tarde el MTV-Portugal en la SIC (canal de televisión para el cual ya no trabaja) y en 1993 se convirtió en una de las caras más conocidas de la pequeña pantalla con Chuva de Estrelas (programa que ayudó al canal Carnaxide a ser líder de audiencia). Un año más tarde pasó a presentar Caça ao Tesouro y desde 1995 ha alternado diversos programas: presentó Uma noite de sonho así como otros programas de moda, galas, música, reportajes etc. A través de la televisión entrevistó a personajes como Patrick Swayze, Sandra Bullock, Arnold Schwarzenegger, Kevin Spacey, Ralph Fiennes, Jeff Goldblum, Harrison Ford, Kevin Costner y Sharon Stone, entre otros. En 1999 presentó Pequenos e Terríveis.
Como actriz ha participado en el rodaje de varias películas así como en series y telenovelas. 
En 2001 fue nombrada embajadora de buena voluntad de la ONU para los niños. Cuatro años más tarde lanzó un programa en la RTP - cadena pública portuguesa - Por um Mundo Melhor que se basaba en el voluntariado.
También es compositora de canciones, que realizó junto a su entonces pareja, el músico João Gil. Se destaca la canción "Solta-se o Beijo" que fue interpretada por uno de los proyectos musicales de João Gil, Ala dos Namorados. Compuso para trabajos de Lúcia Moniz y varias bandas sonoras de telenovelas portuguesas.
En 2003, ganó mucha fama como presentadora del reality show musical Operação Triunfo, versión portuguesa de Operación Triunfo.
Desde 2011 presenta The Voice Portugal, versión portuguesa de La Voz.
En mayo de 2018, Furtado presentó junto a Daniela Ruah, Filomena Cautela y Sílvia Alberto la LXIII edición del Festival de la Canción de Eurovisión que se celebró en el Altice Arena en Lisboa.

## Filmografía

### Cine
- 1990: 'Non', ou A Vã Glória de Mandar
- 1994: O Assassino da Voz Meiga [cortometraje]
- 1995: Amor & Alquimia [cortometraje]
- 1996: Summer Moments [cortometraje]
- 1997: Killing Time [cortometraje]
- 1997: Drinking & Bleeding (como Anna) [cortometraje]
- 1998: Siamese Cop (como Rosa)
- 1998: Sweet Nightmare (como Carolina)
- 1998: Longe da Vista (como visitadora)
- 1999: Anjo da Guarda (como bailarina)
- 2004: Maria e as Outras (como Maria)
- 2005: Animal (como Kissed Woman)
- 2013: À Espera (como Marta) [cortometraje]
- 2018: Linhas de Sangue (como Lia Barbosa)

### Televisión
- 1987: Xutos & Pontapés - Sai Prá Rua [Película para TV]
- 1997: Fátima (como Margarida) [Película para TV]
- 2000: Cruzamentos (como Sara) [Serie televisiva]
- 2000: O Lampião da Estrela (como Cristina) [Película para TV]
- 2000: A Noiva (como Laura) [Película para TV]
- 2000: Uma Aventura (como Matilde) [Serie televisiva]
- 2001: A Minha Família é uma Animação [Serie televisiva]
- 2001: Teorema de Pitágoras (como Rute) [Película para TV]
- 2001: Ganância (como Isabel Melo Gomes) [Serie televisiva]
- 2004: A Ferreirinha (como Ana Plácido) [Serie televisiva]
- 2005: Love Online (como Laura) [Película para TV]
- 2005: Música no Ar (varios personajes) [Serie televisiva]
- 2008: Liberdade 21 (como Serena Antunes) [Serie televisiva]
- 2010: Cidade Despida (como Ana Belmonte) [Serie televisiva]
- 2014: Os Filhos do Rock (como Isabel) [Serie televisiva]

### Teatro
- 1999: Quase
- 1999: The Days Before
- 2000: Lucefécit
- 2000: A Bela Adormecida
- 2000-2001: A Maçã no Escuro
- 2002: Peer Gynt
- 2003: Loucos por Amor
- 2006: Sonho de uma Noite de Verão
- 2009: Transacções